# Paratetrapedia tristriata
Paratetrapedia tristriata là một loài Hymenoptera trong họ Apidae. Loài này được Moure mô tả khoa học năm 1994.